# Choi Ji-hee
| jaar | rang enkelspel | rang dubbelspel |
| ---- | -------------- | --------------- |
| 2011 | 1201           | 947             |
| 2012 | 893            | 915             |
| 2013 | 752            | 778             |
| 2014 | 426            | 454             |
| 2015 | 408            | 294             |
| 2016 | 441            | 275             |
| 2017 | 535            | 287             |
| 2018 | 528            | 137             |
| 2019 | 764            | 184             |
| 2020 | 784            | 180             |
| 2021 | 1000           | 311             |
| 2022 | 612            | 171             |
| 2023 | 1086           | 301             |

Dit is een Koreaanse naam; de familienaam is Choi.
Choi Ji-hee (Seoel, 10 februari 1995) is een tennisspeelster uit Zuid-Korea. Choi begon met tennis toen zij twaalf jaar oud was. Haar favoriete ondergrond is hardcourt. Zij speelt rechtshandig en heeft een tweehandige backhand. Zij is actief in het internationale tennis sinds 2009.

## Loopbaan

### Enkelspel
Choi debuteerde in 2009 op het ITF-toernooi van Gimcheon (Zuid-Korea). Zij stond in 2014 voor het eerst in een finale, op het ITF-toernooi van Gimcheon – zij verloor van landgenote Lee Ye-ra. Twee maanden later veroverde Choi haar eerste titel, op het ITF-toernooi van Yeongwol (Zuid-Korea), door de Chinese Zhang Yuxuan te verslaan. In totaal won zij drie ITF-titels, de laatste in 2019 eveneens in Yeongwol (Zuid-Korea).
In 2018 speelde Choi voor het eerst op een WTA-hoofdtoernooi, op het toernooi van Seoel, op basis van een wildcard. Op het toernooi van Seoel 2021 won zij voor het eerst een WTA-enkelspelpartij – in de tweede ronde werd zij evenwel verslagen door de Nederlandse Arianne Hartono.

### Dubbelspel
Choi behaalde in het dubbelspel betere resultaten dan in het enkelspel. Zij debuteerde in 2009 op het ITF-toernooi van Gimcheon (Zuid-Korea), samen met de Nieuw-Zeelandse Brittany Teei. Zij stond in 2012 voor het eerst in een finale, op het ITF-toernooi van Jakarta (Indonesië), geflankeerd door de Japanse Akari Inoue – hier veroverde zij haar eerste titel, door het duo Yuka Higuchi en Juan Ting-fei te verslaan. In totaal won zij 22 ITF-titels, de laatste in 2023 in Incheon (Zuid-Korea).
In 2011 speelde Choi voor het eerst op een WTA-hoofdtoernooi, op het toernooi van Seoel, samen met landgenote Hong Seung-yeon. Zij stond in 2018 voor het eerst in een WTA-finale, op het toernooi van Seoel, samen met landgenote Han Na-lae – hier veroverde zij haar eerste titel, door de Taiwanese zussen Hsieh Shu-ying en Hsieh Su-wei te verslaan. In totaal won zij twee WTA-titels, de andere in 2021 ook in Seoel, terug samen met Han Na-lae.
Haar hoogste notering op de WTA-ranglijst is de 111e plaats, die zij bereikte in juli 2019.

### Tennis in teamverband
In de periode 2015–2023 maakte Choi deel uit van het Zuid-Koreaanse Fed Cup-team – zij vergaarde daar een winst/verlies-balans van 4–6.

## Palmares
| Legenda                 |
| ----------------------- |
| Grandslamtoernooi       |
| Olympische Spelen       |
| Year-End Championships  |
| Premier Mandatory       |
| Premier Five / WTA 1000 |
| Premier / WTA 500       |
| International / WTA 250 |
| Challenger / WTA 125    |

### WTA-finaleplaatsen enkelspel
geen

### WTA-finaleplaatsen vrouwendubbelspel
| nr.              | finale     | toernooi  | ondergrond    | partner    | tegenstandsters                           | score    |         |
| ---------------- | ---------- | --------- | ------------- | ---------- | ----------------------------------------- | -------- | ------- |
| gewonnen finales |            |           |               |            |                                           |          |         |
| 1.               | 2018-09-23 | WTA Seoel | hardcourt     | Han Na-lae | Hsieh Shu-ying Hsieh Su-wei               | 6-3, 6-2 | details |
| 2.               | 2021-12-26 | WTA Seoel | hardcourt (i) | Han Na-lae | Valentini Grammatikopoulou Réka Luca Jani | 6-4, 6-4 | details |
| verloren finales |            |           |               |            |                                           |          |         |
| geen             |            |           |               |            |                                           |          |         |

### Gewonnen ITF-toernooien enkelspel
| nr. | finale     | toernooi   | dotatie  | ondergrond | tegenstandster in finale | score         |
| --- | ---------- | ---------- | -------- | ---------- | ------------------------ | ------------- |
| 1.  | 2014-08-31 | Yeongwol   | $ 10.000 | hardcourt  | Zhang Yuxuan             | 6-3, 6-4      |
| 2.  | 2017-10-07 | Nonthaburi | $ 15.000 | hardcourt  | Lulu Sun                 | 6-2, 6-3      |
| 3.  | 2019-09-08 | Yeongwol   | $ 15.000 | hardcourt  | Back Da-yeon             | 5-7, 6-3, 6-2 |